# Jeanne Tripier
Jeanne Tripier (* 1869 in Paris; † 1944 in Neuilly-sur-Marne) war eine französische Künstlerin der Art brut.

## Leben
Jeanne Tripier wurde 1869 in Paris als Tochter eines Weinhändlers geboren. Sie wuchs in ländlicher Umgebung bei ihrer Großmutter auf, zog als erwachsene Frau nach Montmartre, einem Bezirk von Paris. Dort lebte sie mit ihrem Sohn Gustav, dessen Vater Amerikaner war, und arbeitete als Verkäuferin in einem Warenhaus.
Von spiritistischen Lehren und Wahrsagerei war sie fasziniert, seit sie 58 Jahre alt war. Sie ging so in dieser Faszination auf, dass sie nicht mehr zur Arbeit ging, und im Jahr 1934 wurde sie wegen „chronischer Psychose, Logorrhoe und Größenwahn“ in die psychiatrische Klinik Maison-Blanche (Hôpital psychiatrique de Maison-Blanche) in Neuilly-sur-Marne eingewiesen.
Sie starb 1944, nach 10 Jahren in der Anstalt in Neuilly-sur-Marne.

## Werk
Ihre Werke, die den autodidaktischen Charakter Tripiers zeigen, knüpfen auf fesselnde und poetische Weise eine Verbindung zwischen ihren bildnerischen Werken und Stickereien und ihrer Geisteskrankheit. In dieser finden sich psychopathisch-größenwahnsinnige Ausbrüche in Verbindung mit der Vorstellung ihrer Reinkarnation als andere Person, wie Jeanne d’Arc. Ihr persönlicher Kampf als kosmische Wächterin machte sie zu einer faszinierenden Persönlichkeit. Durch ihre Werke sandte sie Botschaften, die Einblicke in ihre innere Welt boten. Durch die „Offenbarung“ ihrer Visionen, die sich künstlerischer Konventionen widersetzte, konnte sie etablierte Grenzen der Darstellung überschreiten.
Zum Werk von Jeanne Tripier gehören Texte, Zeichnungen, Stickereien und Häkelarbeiten. Ihre Schriften reicherte sie mit Kompositionen aus schwarzer, violetter oder blauer Tinte an, denen sie gelegentlich Haarfärbemittel, Nagellack, Zucker oder Medikamente beimengte. Diese Farben mischte sie auch, und ihre Tücher zeichneten sich durch subtile Farbtöne aus. Diese Tücher verwendete Tripier für Hellsehtische. Ihr Werk betrachtete sie als mediale Offenbarung.
Sie hinterließ ein Werk, welches etwa 300 Zeichnungen, 50 Stickereien und 2000 Texte umfasste. Einen Teil dieses Werkes erhielt der Künstler und Sammler Jean Dubuffet, der Jeanne Tripier nie begegnet war, nach ihrem Tod von Dr. Beaudouin für seine Sammlung.
Ihre Werke finden sich in der Sammlung der Collection de l’Art Brut in Lausanne.

## Ausstellungen (Auswahl)
- Art Brut in America: The Incursion of Jean Dubuffet, American Folk Art Museum, 2015[6]
- jean dubuffets art brut.! die anfänge seiner sammlung, Museum Gugging, 2017[7]
- Jeanne Tripier. Creation and Delirium, Madrid, 2018[8]
- Scrivere Disegnando, When Language Seeks Its Other, Genf, 2020[9]